# Šumilina
Šumilina (in bielorusso Шуміліна?) è un comune della Bielorussia, situato nella regione di Vicebsk.